# Test respiratoire à l'urée

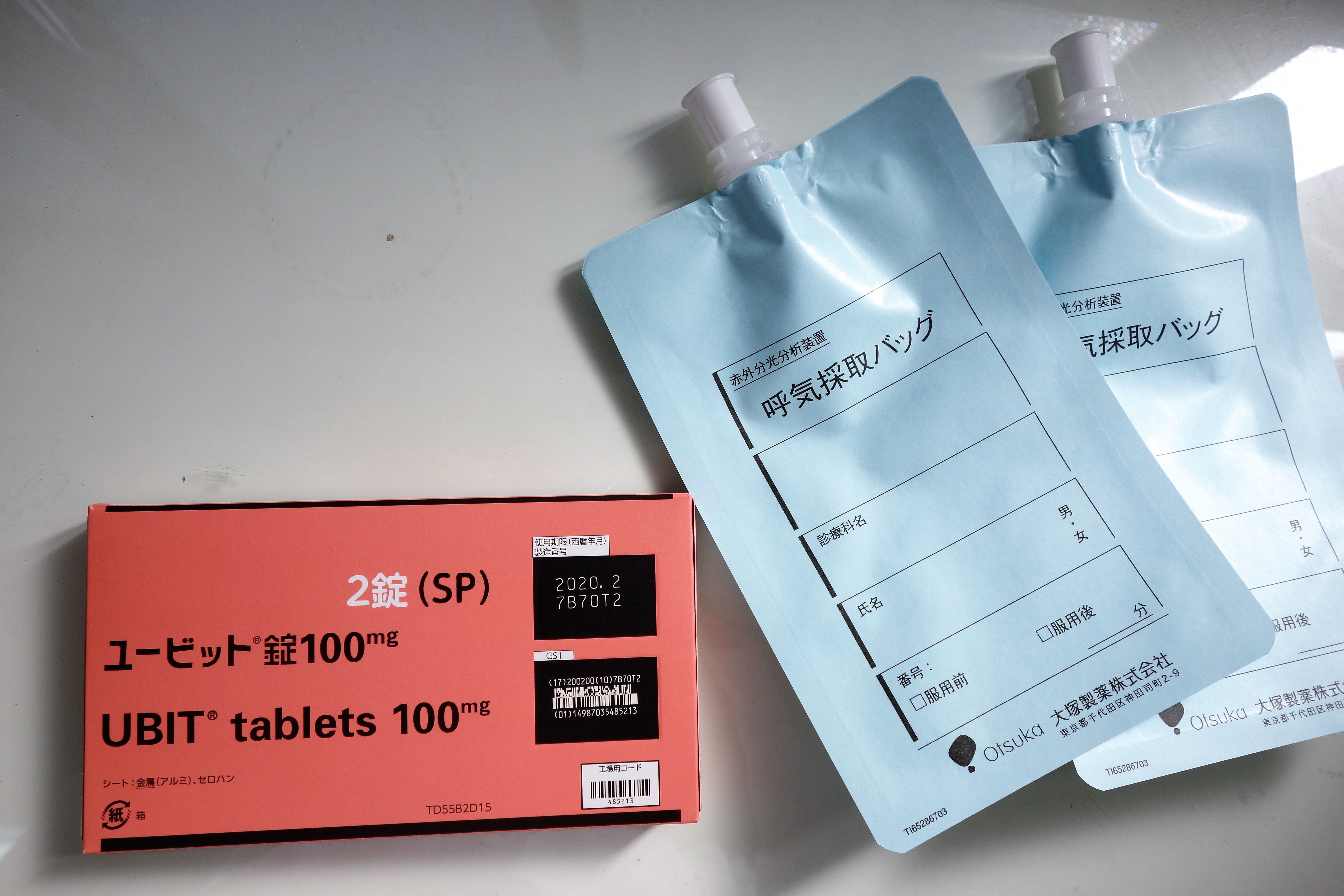
Kit de test respiratoire à l'urée marquée

Le test respiratoire à l'urée est une procédure de diagnostic rapide utilisée pour identifier les infections gastriques à Helicobacter pylori, une bactérie spiralée impliquée dans la gastrite, l'ulcère gastrique ou duodénal. Il repose sur la capacité de H. pylori à convertir l'urée en ammoniac et en dioxyde de carbone. Le test respiratoire à l'urée est considéré comme le test non invasif de référence pour la détection de H. pylori avant et après le traitement,. 

## Principe et mécanisme
Les patients avalent l'urée marquée avec un isotope rare, soit radioactif le carbone 14, soit non radioactif, le carbone-13. Au cours des 10 à 30 minutes suivantes, la détection dans l'air expiré de la présence de dioxyde de carbone (CO2) marqué par l'isotope signifie que l'urée a été scindée. Cela indique que l'uréase, enzyme produite par H. pylori pour métaboliser l'urée, est bien présente dans l'estomac, traduisant l'infection gastrique à H. pylori. 
Pour les deux formes d'urée différentes, une instrumentation différente est requise.  Le carbone 14 est normalement mesuré par scintillation, alors que le carbone 13 peut être détecté par spectrométrie de masse à rapport isotopique ou par spectrométrie de masse.  Pour chacune de ces méthodes, un échantillon d'air expiré est requis avant d'avaler l'urée marquée, afin d'être comparé à l'échantillon post-urée,  20 à 30 minutes après. Les échantillons peuvent être envoyés à un laboratoire de référence pour analyse.  Une autre solution consiste à effectuer une spectrométrie de masse par corrélation en tant que test en cabinet puisque les échantillons d'air expiré sont collectés en continu et que les résultats sont fournis immédiatement en quelques minutes,. 
La différence entre les mesures faites avant et après l'ingestion de l'urée sert à diagnostiquer et à quantifier l'infection. Cette valeur est comparée à une valeur seuil. Les résultats inférieurs à la valeur sont supposés négatifs, ceux supérieurs sont positifs. La valeur seuil elle-même est déterminée en comparant les résultats de patients avec deux méthodes de détection différentes ou plus. La valeur choisie donne la meilleure combinaison de sensibilité et de spécificité. 
Le test diagnostique une infection active à H. pylori. Si les antibiotiques réduisent la quantité d'H. pylori ou si le liquide gastrique est moins acide que la normale, la quantité d'uréase présente sera réduite. 
En conséquence, le test ne doit être effectué avant le 14e jour suivant l’arrêt de tout traitement réduisant les sécrétions d'acide gastrique (inhibiteurs de la pompe à protons ou IPP) et le 28e jour suivant l’arrêt du traitement antibiotique.  Certains cliniciens croient qu'un réservoir d'H. pylori dans la plaque dentaire pourrait affecter le résultat.